# Rock Embingou
Rock-Simplice Embingou (ur. 25 września 1968 w Brazzaville) – kongijski piłkarz grający na pozycji ofensywnego pomocnika lub napastnika.

## Kariera klubowa
Karierę piłkarską Embingou rozpoczął w klubie Étoile du Congo ze stolicy kraju, Brazzaville. W jego barwach zadebiutował w pierwszej lidze kongijskiej. W latach 1993 i 1994 wywalczył z nim mistrzostwo Konga. Z kolei w 1995 roku zdobył Puchar Konga.
W 1996 roku Embingou wyjechał do Niemiec, gdzie grał do końca swojej kariery, czyli do 2006 roku. Pierwszym klubem Kongijczyka w Niemczech był Lok Altmark Stendal. Następnie występował w VfL Halle 96 (1997-2001), VfB Lipsk (2001-2003), FSV Zwickau (2003-2004), Saxonia Tangermünde (2004-2005) i 1. FC Gera 03 (2005-2006).

## Kariera reprezentacyjna
W reprezentacji Konga Embingou zadebiutował 16 października 1994 w przegranym 2:3 meczu kwalifikacji do Pucharu Narodów Afryki 1996 ze Sierra Leone, rozegranym we Freetown. W 2000 roku został powołany do kadry na Puchar Narodów Afryki 2000. Na tym turnieju rozegrał dwa mecze: z Marokiem (0:1) i z Nigerią (0:0). Od 1994 do 2004 wystąpił w kadrze narodowej 17 razy i strzelił 1 gola.